# 50 Девы
50 Девы (лат. 50 Virginis), HD 114287 — двойная звезда в созвездии Девы на расстоянии приблизительно 672 световых лет (около 206 парсек) от Солнца. Визуальная звёздная величина звезды — +5,958m.

## Характеристики
Первый компонент — оранжевый гигант спектрального класса K2, или K4III, или K5III, или K5. Масса — около 1,926 солнечной, радиус — около 42,457 солнечного, светимость — около 360,367 солнечной. Эффективная температура — около 4001 K.
Второй компонент — красный карлик спектрального класса M. Масса — около 95,73 юпитерианской (0,09138 солнечной). Удалён в среднем на 1,861 а.е..